# Cissus trifoliata
Cissus trifoliata – gatunek rośliny z rodziny winoroślowatych (Vitaceae). Jeden z nielicznych przedstawicieli rodzaju cissus występujący także w strefie klimatu podzwrotnikowego. Jago zasięg na północy obejmuje centralną część Stanów Zjednoczonych aż po stan Kansas. Występuje również w Meksyku, na Karaibach, a najdalej na południe sięga Wenezueli, Kolumbii i Ekwadoru. Preferuje wyżej położone tereny, na wysokości 900–1500 m n.p.m. Pospolita, a w wielu miejscach nawet częsta roślina poboczy i nieużytków, gdzie bywa inwazyjna.

## Morfologia
PokrójSilne, częściowo drewniejące pnącze, wspinające się zarówno po drzewach, krzewach jak i skałach, budynkach czy ogrodzeniach. Dorasta do 10 m długości.
KorzenieNietypowe dla większości gatunków rodzaju cissus, bulwiaste, magazynujące wodę.
ŁodygaDość szybko rosnące, wspinające się pędy. Z wiekiem drewnieją i pokrywają się guzkami. Na międzywęźlach wytwarzają wąsy czepne, dzięki którym z łatwością pokrywają wszelkie podpory.
LiścieSkórzaste, grubsze niż u większości cissusów, wykazują cechy typowe dla sukulentów (nie tracą wody). W kształcie trójklapowe lub częściej trójdzielne, ciemnozielone, dorastają 8 cm długości. Blaszki liściowe lancetowate, głęboko ząbkowane. Roztarte wydzielają nieprzyjemny zapach.
KwiatyNiepozorne, zielonkawe, zebrane w niewielkie baldachokształtne kwiatostany rozrastające się do 5 cm szerokości. Przyciągają liczne owady.
OwoceNiewielkie, kuliste lub szeroko jajowate jagody o średnicy 6–9 mm. Zawierają 1 do 4 nasion. Dojrzałe owoce przybierają czarną barwę, są chętnie zjadane przez ptaki, które wspomagają rozsiewanie tej rośliny.

## Uprawa
Ze względu na odporność na brak wody i upały, oraz dekoracyjny kształt liści i owoce, jest chętnie sadzoną rośliną ogrodową w cieplejszych regionach Stanów Zjednoczonych. Nadaje się jako roślina okrywowa jak i wspinająca się. Dobrze wygląda zarówno na murach jak i poprowadzona na linkach czy łańcuchach. Nie ma dużych wymagań, dobrze rośnie na stanowisku słonecznym jak i częściowo zacienionym. Nie ma też wielkich wymagań glebowych i wodnych, choć regularnie podlewane pnącze rośnie znacznie szybciej. W sprzyjających dla siebie warunkach cissus ten może być ekspansywny. Części naziemne są nieodporne na mróz i nawet zdrewniałe łodygi łatwo przemarzają. Jednak w kolejnym roku szybko odbijają z korzeni, tak więc mogą rosnąć na terenach, gdzie zdarzają się czasowe spadki temperatur poniżej 0 °C. 
Sok C. trifoliata może podrażniać skórę wrażliwszych osób.